# Municipio de Florida (Indiana)
El municipio de Florida (en inglés: Florida Township) es un municipio ubicado en el condado de Parke en el estado estadounidense de Indiana. En el año 2010 tenía una población de 2378 habitantes y una densidad poblacional de 18,94 personas por km².

## Geografía
El municipio de Florida se encuentra ubicado en las coordenadas 39°39′15″N 87°18′23″O / 39.65417, -87.30639. Según la Oficina del Censo de los Estados Unidos, el municipio tiene una superficie total de 125,54 km², de la cual 124,76 km² corresponden a tierra firme y (0,62 %) 0,78 km² es agua.

## Demografía
Según el censo de 2010, había 2378 personas residiendo en el municipio de Florida. La densidad de población era de 18,94 hab./km². De los 2378 habitantes, el municipio de Florida estaba compuesto por el 98,65 % blancos, el 0,08 % eran negros, el 0,21 % eran amerindios, el 0,21 % eran asiáticos, el 0,08 % eran de otras razas y el 0,76 % eran de una mezcla de razas. Del total de la población el 0,5 % eran hispanos o latinos de cualquier raza.